# ZSU-57-2
ZSU-57-2（ロシア語: ЗСУ-57-2 (Зенитная самоходная установка — 57 миллиметров — 2 орудия、対空自走砲架57mm2門）、あるいはオブイェクト 500（Объект 500）は、1955年-1960年にかけて生産されたソビエト連邦の対空戦車である。

## 概要

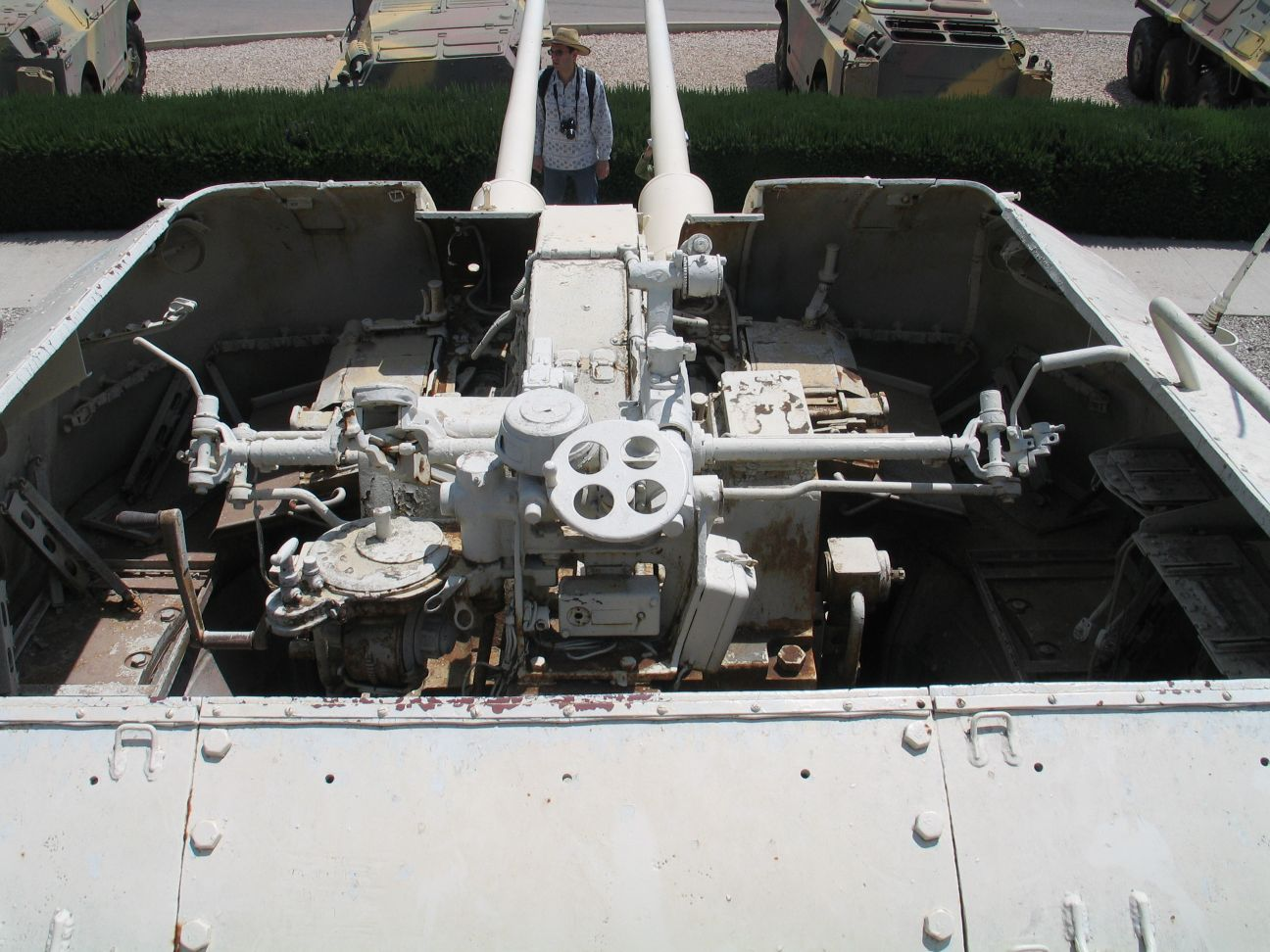
砲塔内のS-68機関砲

第二次世界大戦中のドイツで試作されていた5.5cm Gerät58から発展した高射機関砲S-60 57mm対空機関砲の車載用改造型であるS-68機関砲を、車体に比べて大型の上部開放型全周旋回砲塔に搭載している。S-68の実用発射速度は、2門合わせて140発/分（理論上は210-240発/分）で、仰俯角は-5~+85度、20度/秒で俯仰、30度/秒で旋回する。この砲は対空用砲弾だけでなく、1,000m先の96-106mm厚の装甲を撃ち抜く徹甲弾も使用できる。
車体は、T-54をベースに装甲を15mmと薄くして、転輪を1組減らして短縮・軽量化した独自のものを使用している。
57mmというのは、実用化されている機関砲としては現在に至るまで最大口径であり、それに見合った最大級の破壊力と射程を誇るものであったが、発射速度が低く、砲塔旋回用の動力（油圧）はあるがそれでも旋回速度が遅く、レーダーを持たず、また、砲塔上面が開放式なのでNBC防護能力を持たせるのは不可能であるなどの欠点があり、生産は打ち切られた。
装甲防御力は低く、せいぜい7.62mm弾を防ぐ程度の能力しかなく、12.7mmなどの大口径機銃弾で攻撃されるともう防ぐことはできなかった。対空車両が重装甲であることは珍しく本車両特有の欠点というわけではないのだが、地上目標への攻撃にも頻繁に用いられたため、その際は車体を掩蔽するなど充分な備えが必要であった。
このZSU-57-2の後継としては、より効果的なZSU-23-4が挙げられる。
ソビエトらしく跨乗歩兵を乗せることもあったのだが、上面が開放式のために乗せやすかったのか、主に砲塔内に乗せていた（戦車などの場合は車外に跨乗するしかなかった）。最大何人乗せたかは定かではないが、砲塔内に7人乗っている写真が存在する。

## 実戦
ベトナム戦争や第三次中東戦争・イラン・イラク戦争で使用されたが、光学照準のみの射撃管制、砲塔の旋回が遅かったことなどから、敵航空機に対して芳しい戦果は挙げられなかった。しかし、アフガニスタン紛争やユーゴスラビア内戦では地上目標に対して大きな戦果を挙げ、アフガニスタンではソ連軍撤退後も一部のゲリラ組織によって継続使用されていた。

## 使用国
- キューバ
- エジプト - 2024年時点で、エジプト陸軍が40両のZSU-57-2を保有[1]。
- ヒズボラ
- イラン
- モザンビーク
- シリア

## 登場作品

### ゲーム
『Wargame Red Dragon』
国家人民軍の車両として「Fla SFL 57-2」の名称で登場する。
『War Thunder』
ランク5のソ連 イスラエル スウェーデン 中国 イタリアツリーにて開発可能。
『バトルフィールド ベトナム』
北ベトナム軍の対空車両として登場する。
『Project Reality（BF2）』
北ベトナム軍の対空車両として登場する。
『マーセナリーズ』
北朝鮮反乱軍の自走式対空砲として「ZSU-57」の名称で登場する。